# Maki Kawase
Maki Kawase (河瀬 茉希 Kawase Maki?, 31 de diciembre de 1995) es una seiyū japonesa afiliada a Arts Vision. Ha interpretado su primer papel principal en el 2018, interpretando al personaje de Elle Hoshino en la serie de televisión de anime Dragon Pilot: Hisone and Masotan. También es conocida por sus papeles de Junko Konno en Zombie Land Saga, Yakumo Saotome en Val × Love, Lia en Konosuba Fantastic Days, Kunai Zenow en Monster Musume no Oisha-san y Yuna en Kuma Kuma Kuma Bear.

## Filmografía

### Anime
2015
- Shimajirō no Wow![1]
- Case Closed: Student B (episode 784)

2017
- Seiren: (episodio 9), Schoolgirl (episodio 12)
- A Centaur's Life: Towako Yachiyoda[1]

2018
- Dragon Pilot: Hisone and Masotan:  Elle Hoshino
- The Master of Ragnarok & Blesser of Einherjar: Ingrid[3]
- Zombie Land Saga: Junko Konno
- The Girl in Twilight[1]

2019
- Boogiepop and Others: Shizuko Imazaki[1]
- Kaguya-sama: Love is War: Schoolgirl B (episodio 5)[1]
- Domestic Girlfriend: Yanase (episodio 12)[1]
- Fruits Basket as Schoolgirl (episodio 2)[1]
- Why the Hell are You Here, Teacher!?': Ichiro Sato (joven)[1]
- Vinland Saga:  Askeladd (joven; episodios 17 y 22)[1]
- Kandagawa Jet Girls: Kiriko Yoshitoku[1]
- Wasteful Days of High School Girls: Fine gal (episodios 5 y 6)[1]
- Val × Love: Yakumo Saotome
- Didn't I Say to Make My Abilities Average in the Next Life?!: Marcela[1]

2020
- Major 2nd: Yayoi Sawa[4]
- Tamayomi: Chikage Asakura y Riko Shirai
- Monster Girl Doctor: Kunai Zenow[5]
- Kuma Kuma Kuma Bear'': Yuna
- Talentless Nana'': Detective

2021
- Zombie Land Saga Revenge'': Junko Konno
- How Not to Summon a Demon Lord Ω'': Tria[6]
- The Faraway Paladin'': Will[7]
- Magia Record: Puella Magi Madoka Magica Side Story: Ryou Midori

2022
- Aoashi: Hana Ichijō[8]
- Summer Time Rendering as Tokiko Hishigata[9]
- The Rising of the Shield Hero Temporada 2: Yomogi Emarl
- Lycoris Recoil: Fuki Harukawa[10]
- Bocchi the Rock!: Shima Iwashita

2023
- Is It Wrong to Try to Pick Up Girls in a Dungeon? IV: Noin[11]
- The Ancient Magus' Bride Temporada 2: Philomela Sergeant[12]
- Kuma Kuma Kuma Bear Punch!: Yuna[13]

## Videojuegos
2018
- Magia Record: Puella Magi Madoka Magica Side Story: Ryou Midori
- Cytus II: Ivy

2020
- Azur Lane: KMS Z2
- Konosuba Fantastic Days:  Lia[14]

2021
- The Idolmaster Cinderella Girls as Tsukasa Kiryu[15]
- The Idolmaster Cinderella Girls: Starlight Stage: Tsukasa Kiryu[15]
- WACCA Reverse: Rune
- Blue Reflection: Second Light: Rena Miyauchi[16]